# Monnières (Jura)
Monnières ist eine französische Gemeinde im Département Jura in der  Region Bourgogne-Franche-Comté. Sie gehört zum Arrondissement Dole und zum Kanton Dole-1. 
Die Gemeinde grenzt an Sampans, Dole und Champvans.

## Weblinks

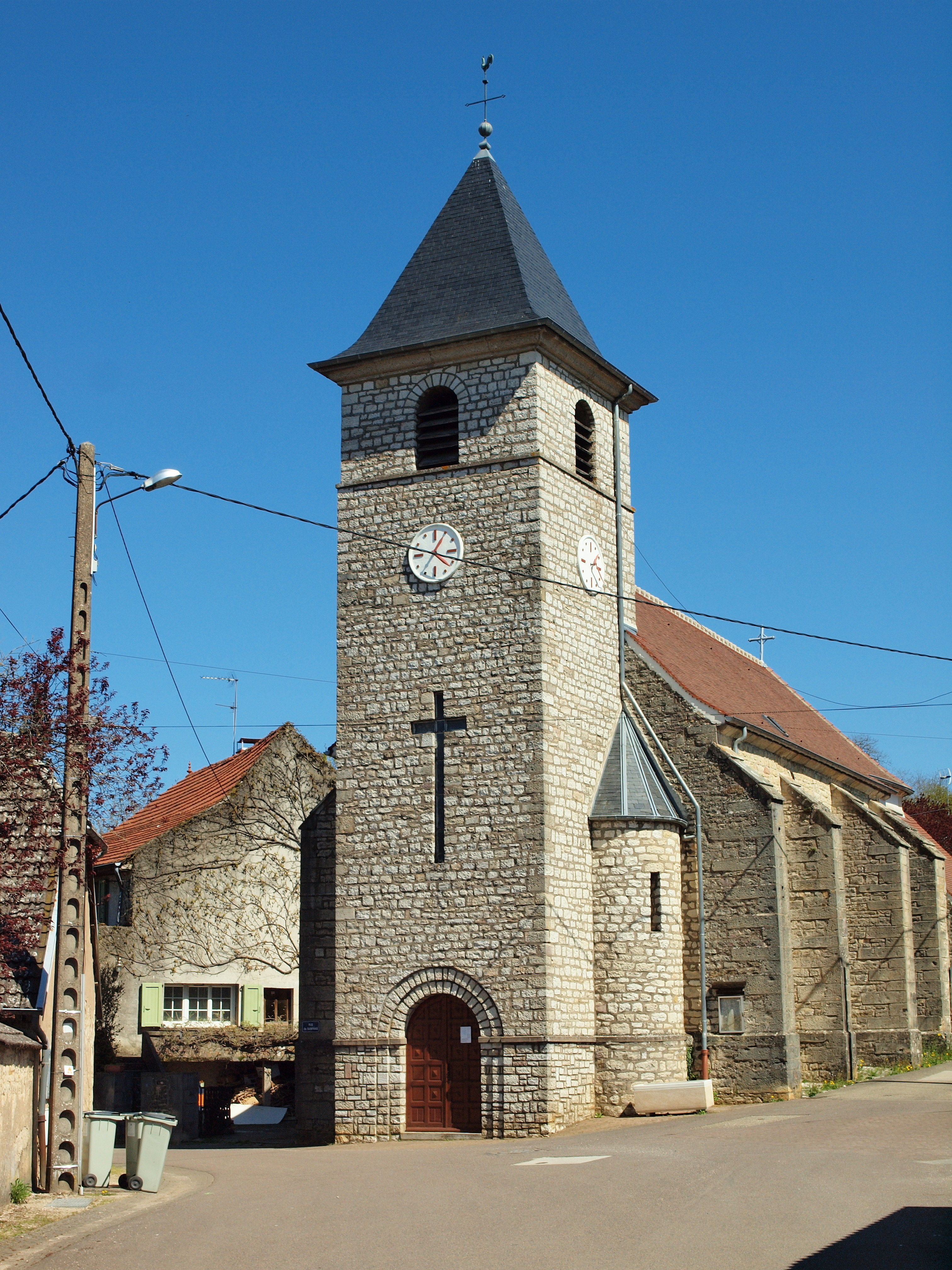
Kirche Saint-Roch

## Bevölkerungsentwicklung
| Jahr                       | 1962 | 1968 | 1975 | 1982 | 1990 | 1999 | 2008 | 2017 |
| -------------------------- | ---- | ---- | ---- | ---- | ---- | ---- | ---- | ---- |
| Einwohner                  | 236  | 275  | 282  | 342  | 341  | 404  | 449  | 422  |
| Quellen: Cassini und INSEE |      |      |      |      |      |      |      |      |